# Булаич, Спасое
Спасое Булаич (словен. Spasoje Bulajič; 24 ноября 1975, Словень-Градец, СФРЮ) — словенский футболист, защитник. Участник Евро 2000 и ЧМ 2002 в составе сборной Словении.

## Клубная карьера
Спасое начал свою футбольную карьеру в клубе «Рудар». В сезоне 1994/95 был куплен «Олимпией» из Любляны, однако за главную команду сыграл лишь один матч и перешёл в «Целе», за который отыграл два сезона. В 1996 году перешёл в «Марибор», за который играл на протяжении трёх сезонов. В 1998 году перебрался в Германию где выступал за «Кёльн» и «Майнц 05». Вернувшись из Германии Булаич один сезон отыграл в клубе «Мура» и отправился на Кипр, где выступал за команды «АЕЛ» из Лимасола и «Пафос». В 2008 году подписал контракт с клубом «Целе», за который уже выступал в сезоне 1995-96.

## Международная карьера
В национальной сборной дебютировал 25 марта 1998 года в товарищеском матче против сборной Польши (2-0). Участник Евро 2000 и ЧМ 2002. Всего за сборную Словении Спасое сыграл 25 матчей и забил 1 гол.

### Голы за сборную
Счёт и результат для Словении показан первым.
| # | Дата       | Место         | Соперник | Счёт | Результат | Соревнование      |
| - | ---------- | ------------- | -------- | ---- | --------- | ----------------- |
| 1 | 1998-04-22 | Мурска-Собота | Чехия    | 1:0  | 1:3       | Товарищеский матч |

## Достижения
«Целе»
- Финалист Кубка Словении (1): 1995

«Марибор»
- Чемпион Словении (2): 1996/97, 1997/98
- Обладатель Кубка Словении (1): 1997

«Пафос»
- Победитель Второго дивизиона Кипра (1): 2008